# 岩沼 (長生村)
岩沼（いわぬま、英語: Iwanuma）は、千葉県長生郡長生村の大字。郵便番号は299-4336。住民基本台帳によると、2021年（令和3年）4月1日時点の域内の世帯数は487戸で人口は1,205人である。

## 地理
北と東は宮成と、南は金田と、西は水口や北水口と接し、二つの飛び地を擁する。
また、域内は平地が多く、住宅地や農村集落が発展している。

## 歴史
1815年、佐瀬半兵衛が虫の繁殖に成功し、川城福松が虫を捕えて江戸の虫問屋に売るようになったのを由来として、虫売り業が盛んになった。また、明治から大正期には、秋になると住民はスズムシ、マツムシ、キリギリスを捕まえ、業者が買い取り八積駅から列車で東京へと出荷し、農家は、竹で編んだ虫かごを作り、村の経済の支えとなった。しかし、大正の終わりになると、虫売りは落ち込み、衰退を憂えた佐瀬吉松（東京で鳴虫販売問屋経営）らが、虫の霊を慰めるため、大正10年、村や東京の虫問屋の有志で虫供養碑を建てた。

## 交通

### 鉄道
- 八積駅（JR外房線）

### 道路
- 千葉県道227号八積停車場線
- 市ヶ谷岩沼線
- 長生いきいきロード

## 学区
域内の児童は長生村に長生村立八積小学校、長生村立長生中学校に進学する。

## 施設
- 長生郵便局[6]
- 長生村立長生中学校[7]
- 長生村文化会館[8]
- 長生村交流センター[9]
- 長生村体育館[10]

## 名所・旧跡・観光スポット・祭事・催事
- 皇産霊神社（むすびじんじゃ）[11]
  - 毎年10月19日前後の土曜日に祭礼が開かれる。仮舞台が作られ、氏子安全、五穀豊穣、悪病退散の祈願を行い、横笛、太鼓、大小つづみ、鐘、ほら貝、拍子木などの囃子連に合わせて獅子舞が奉納される[12]。江戸時代に本納（現：茂原市）から伝承されたことが由来とされている[12]。
- 日蓮宗眞浄山大法寺[13]

## 文化財
岩沼内の文化財は以下の通りである。
| 名称           | 指定   | 区分           | 指定年月日    | 備考                                                                               |
| -------------- | ------ | -------------- | ------------- | ---------------------------------------------------------------------------------- |
| 虫供養の碑     | 村指定 | 有形文化財     | 1979年5月17日 | 高さ1.8m、幅75cmのサイズで、篆額は豊栄村の白井喜右ヱ門（元県会議長）のものである。 |
| 岩沼元古年来記 | 村指定 | 有形文化財     | 1984年3月26日 |                                                                                    |
| 岩沼の獅子舞   | 県指定 | 無形民俗文化財 | 1961年6月9日  |                                                                                    |